# Francine Martel
Francine Martel (1957-2017) est une percussionniste québécoise spécialiste des musiques africaines. Elle est notamment la cofondatrice, directrice musicale et soliste du groupe de musique africaine Takadja.

## Biographie
Originaire de la ville de Québec, Francine Martel découvre les percussions et les rythmes africains lors de la Superfrancofête de 1974, un événement réunissant à Québec des jeunes de 25 pays, parmi lesquels se trouvent des tambourineurs du Rwanda et des griots et danseurs du Burundi. 
Elle apprend d’abord aux côtés d’autres musiciens. Son premier professeur est Georges Rodriguez, percussionniste haïtien né en 1953 et arrivé au Québec en 1972. « Mon premier professeur a été Georges Rodriguez, on jouait sur un conga. Y’avait pas encore de tambour haïtien encore à l’époque. C’est lui qui m’a appris ma technique, comment avoir un bon son sur un tambour ». 
En 1976, elle s’installe à Montréal et acquiert ses premiers bongos. Elle se produit alors dans des lieux publics, comme la Place Jacques-Cartier, où elle rencontre Yaya Diallo, musicien, pédagogue et écrivain malien, qui l’invite à rejoindre la formation Djembekan en 1977. En 1980, elle effectue son premier voyage en Afrique de l’Ouest pour affiner sa technique; elle y retourne au moins huit fois par la suite. En 1984, elle se forme également aux instruments et rythmes brésiliens auprès de Vovô Orlando Macedo Conceição, récemment immigré à Montréal,. De 1985 à la fin des années 1990, elle s’impose comme l’une des figures incontournables de la percussion africaine traditionnelle au Québec. Elle est la première Québécoise à jouer des tambours frappés à la main professionnellement et une des premières à se spécialiser dans le jeu du djembé.
Passionnée avant tout par les musiques africaines, elle se rend en Guinée Conakry en 1980 pour rencontrer des percussionnistes locaux. Cette immersion transforme profondément sa perception de la culture africaine, et plus particulièrement de l’art du jeu des percussions, notamment du djembé. « Dans ma tête, j'allais apprendre LA musique africaine. Mais là-bas j'ai découvert que chaque ethnie avait son rythme. Chaque événement de la vie est fêté en musique et il existe un rythme approprié pour le mariage, l'excision ou la naissance ». Au cours de ses voyages subséquents, elle approfondit sa maîtrise des rythmes des ethnies Gouro, Bété et Sénoufo en étudiant avec Guehi Monthouho, percussionniste soliste des Ballets nationaux de Côte d’Ivoire. Elle fait également la rencontre de Sékou Camara Cobra, percussionniste, chanteur et danseur des Ballets Djoliba (Guinée), qu’elle considère comme son « maître ».
En 1989, elle fonde et dirige le groupe de musique africaine Takadja. Tout au long de sa carrière, elle collabore également avec de nombreux artistes issus de genres musicaux variés : chanson, jazz, gospel, trad, country, ainsi que des musiques cubaines, brésiliennes, colombiennes et haïtiennes. Elle accompagne des musiciens aussi divers que Richard Séguin, Karen Young, Yves Lambert et Patrick Norman.  

### Takadja
Takadja, qui signifie « vibrer en dansant » en guéré (l’une des langues de Côte d’Ivoire), naît du désir de Francine Martel de faire découvrir au Québec les musiques africaines qu’elle rapporte de ses voyages. Le groupe enregistre deux albums : Music from Africa (1995, Celestial Harmonies), et Diyé (1996, Black Sun Music). Ces albums s’inspirent fortement des folklores de l'Afrique de l'Ouest, notamment de la Guinée et du Sénégal,. À la surprise générale, le groupe remporte en 1996 le Juno du meilleur enregistrement de musique du monde éclipsant le Cirque du Soleil qui était en nomination avec l’album Allegria. En plus de Francine Martel au djembé, la formation réunit le guinéen Oumar N’Diaye (danseur, chorégraphe, percussionniste et chanteur), Youssou Seck, né au Sénégal (kenkeni et dundumba), Robert Lépine (djembé et balafon) et Nathalie Dussault (kora). Takadja participe à plusieurs festivals, tels que Vues d’Afrique, les FrancoFolies et le Festival de Jazz de Montréal, et effectue des tournées au Québec et dans le reste du Canada,.

### Autres projets
Francine Martel participe au groupe Djembekan, « le tambour qui parle » fondé en 1976 par Yaya Diallo. Il s’agit probablement du premier groupe à produire un spectacle de musiques et danses africaines traditionnelles créé par des immigrants africains au Québec. Le groupe Djembekan ne dure que l’espace de quelques spectacles et c’est à partir de la scission du groupe que Francine Martel forme son premier groupe de musique africaine avec Clotaire Moulounda, né au Congo Belge. Zebowa est en activité entre 1978 et 1982,. Selon le journaliste Félix B. Desfossés, les membres du groupe « touchent autant aux sons québécois qu’africains. Ils développent une proposition unique, métissée, aux forts accents africains, agrémentée de percussions ».
En 1989, Martel participe au spectacle Le Fromager ensorcelé, adaptation scénique de trois contes d’auteurs africains et antillais. En 1992, elle fait venir son professeur Sékou Camara Cobra au Festival de jazz de Montréal et lui permet d’enregistrer un album solo.

## Discographie

### Avec Takadja
- 1992 : Music from Africa (Celestial Harmonies)
- 1996 : Diyé (Black Sun Music)

### Avec Zebowa
- Percussion africaine

Anna Beaupré Moulounda, fille du cofondateur de Zebowa (1978-1982), Clotaire Moulounda, a conservé les cassettes de son père et Radio-Canada a numérisé une pièce du groupe qui est disponible en format vidéo.

### Avec d'autres artistes

#### Bob Walsh
- 1998 : En spectacle/Live (Bros)[25]

#### Helmut Lipsky[26]
- 1991: Unclassified (Amplitude)[26]

#### Jano Bergeron[25]
- 1988 : Différente (Wayowa)
- 1991 : Tout passe (Disques KDB)

#### Karen YoungetMichel Donato
- 1998 : Contredanse (Justin Time)[25]

#### Lorraine Klaasen
- 1989 : Soweto Groove (CNR)[25]

#### Marcaurelle
- 1992 : Opus 1.7 (Amplitude)[25]

#### Marie-Denise Pelletier
- 1993 : Entre la tête et le coeur (Disques Musi-Art)[25]

#### Mia Béléko Abodan
- Repercussion – New Kong (XXI-21 Productions)[25]

#### Michel Rivard
- 1998 : Maudit Bonheur (Audiogram)[25]

#### Montreal Jubilation Gospel Choir
- 1997 : Jubilation, Vol. 7: Hamba Ekkaya (Going Home) (Justin Time)[27]

#### Patrick Bernhardt[25]
- 1992 : Shamanyka (Imagine Records)
- 1997 : Shamanyka Mantra Voyage Vol. III (Magada)

#### Paul Horn
- 1994 : Africa (Kuck Kuck)[25]

#### Patrick Norman[25]
- 2000 : Patrick Norman (Bibo Music)
- 2004 : Simplement (Gestion Patrick Norman)

#### Satranga
- 1991 : Smells Of Summer ("In My Sidewalk Blues") (Caju Records)[25]

#### Sékou Camara
- 1996 : Djembé Tigui (Disques Silence)[28]

#### Steve Hill
- 1997 : Steve Hill (Bros)[29]

#### Violaine Corradi
- 1996 : Passages (St-Clair Entertainment Group)[25]

#### Yves Lambert
- 2006 : Les vacances de Monsieur Lambert (Milles-Pattes)[25]

#### Compilation
- 1996 : Sisters: Women's Music from Celestial Harmonies (Celestial Harmonies)[30]
- 1996 : The New Feeling: An Anthology of World Music (Celestial Harmonies)[31]
- 1997 : The Music of Armenia (Celestial Harmonies)[32]
- 1997 : World Music (Celestial Harmonies)[33]
- 2000 : Pour ce ça change (Fédération des femmes du Québec)[34]
- 2004 : Dix ans de Blues (Bros)[35]

## Collaborations
Tout au long de sa carrière, Francine Martel collabore avec de nombreux musiciens provenant de genres musicaux divers. La liste suivante présente de manière aussi exhaustive que possible les artistes et ensembles avec lesquels elle a travaillé,,.
- 8 femmes - 8 mars
- Alama Konaté
- Beau Dommage
- Bob Walsh
- Claude Garden
- Clotaire Moulounda
- Danielle Martineau
- Dani Wax
- El Kady
- François Marcaurelle
- Guy Nadon
- Helmut Lipsky
- Jano Bergeron
- Jim Zellers
- Johanne Blouin
- Karen Young
- Les Crapaudes
- Lina Boudreau
- Lorraine Klaasen
- Marie-Denise Pelletier
- Mathieu Léger
- Mia Béléko Abodan
- Michel Donato
- Michel Rivard
- Normand Lachapelle
- Paul Harwood
- Paul Horn
- Patrick Bernhart
- Patrick Norman
- Richard Séguin
- Sari Dajani
- Sataranga
- Sékou Camara
- Steve Hill
- The Montreal Jubilation Gospel Choir
- Tim Jackson
- Violaine Corradi
- Yaya Diallo
- Yves Lambert

## Distinctions

### Avec Takadja[38]
- 1996 : Prix Juno du meilleur enregistrement de musique du monde
- 1998 : Finaliste au prix Juno du meilleur album de musique du monde